# Commanderie de Mélac
La commanderie Saint-Jean de Mélac était une commanderie  hospitalière peut-être d'origine templière, située à Sauvignac, en Charente, non loin de la limite avec la Charente-Maritime, à cinquante kilomètres au sud-ouest d'Angoulême. Il n'en reste actuellement plus aucun vestige.

## Localisation
D'après la base Mérimée, cette ancienne commanderie était située au Petit Mélac. Charles Daras la situe au hameau de Mélac, qu'il écrit Mellac.

## Historique
Cette commanderie aurait été fondée par les Templiers. Elle était sur un chemin de pèlerinage médiéval allant vers la Gironde. Selon Ch.Daras, ils auraient édifié une chapelle au nord du hameau de Mélac. 
Mais selon Robert Favreau, cette maison était d'origine hospitalière, car n'y en a aucune trace écrite, en particulier dans l'inventaire des biens templiers après la dissolution de cet ordre en 1312 au concile de Vienne,.
Sous l'ordre des Hospitaliers, elle dépendait de la commanderie de Bussac.
La chapelle a été déclarée abandonnée en 1373, puis signalée en ruine lors d'une visite en 1565. Elle a cependant servi d'église paroissiale jusqu'au début du XVIIIe siècle. 
Sur la carte de Belleyme, elle est représentée volontairement avec un clocher penchant, ce qui démontre son état de vétusté en 1785.  
Entre la fin du XVIIe siècle et la première moitié du XVIIIe siècle, la chapelle et les bâtiments conventuels disparurent, mais leur souvenir était encore vivace au XXe siècle,.

## Description
Elle était située à une cinquantaine de mètres au nord du Petit Mélac. Il ne reste aucun vestige, ni de la chapelle, ni des bâtiments conventuels.